# Ruisseau de Cautrunes
Le ruisseau de Cautrunes, ou ruisseau de Broussette dans sa partie amont, est un cours d'eau français du Massif central qui coule dans le département du Cantal.
C'est un affluent de rive droite de l'Authre, et donc un sous-affluent de la Dordogne par la Cère.

## Étymologie
Le nom de Cautrunes correspond à un village de la commune de Jussac. Broussette est le nom d'un lieu-dit de la commune de Girgols.

## Géographie
Selon le Sandre, le ruisseau de Cautrunes est un cours d'eau qui porte, dans sa partie amont, le nom de ruisseau de Broussette.
Le ruisseau de Broussette prend sa source vers 980 mètres d'altitude, à l'ouest du buron de Vendogre, dans la partie nord de la commune de Laroquevieille, dans le Massif central, en région Auvergne-Rhône-Alpes, sur les monts du Cantal, dans la partie sud-sud-ouest du parc naturel régional des volcans d'Auvergne.
Son cours s'écoule globalement du nord-est vers le sud-ouest
Il passe au sud-ouest du bourg de Girgols puis prend le nom de ruisseau de Cautrunes. Il est franchi par la route départementale (RD) 922, arrose le village de Cautrunes puis passe sous la RD 6.
À l'ouest du bourg de Jussac, au nord du lieu-dit la Barraque, il conflue avec l'Authre en rive droite, à 616 mètres d'altitude.
Sa longueur est de 14,4 km.

### Communes traversées
Dans le seul département du Cantal, le ruisseau de Cautrunes arrose les cinq communes suivantes, de l'amont vers l'aval : Laroquevieille (source), Girgols, Marmanhac, Saint-Cernin et Jussac (confluence).

### Affluents
Le ruisseau de Cautrunes a un seul affluent référencé par le Sandre, un ruisseau sans nom long d'1,9 km, en rive droite.
Le ruisseau de Cautrunes n'ayant aucun sous-affluent, son rang de Strahler est donc de deux.

## Monuments ou sites remarquables à proximité
- L'église de la Nativité-de-la-Vierge, à Girgols[6].
- Le château de Nozières à Jussac.